# Alexei Wiktorowitsch Badjukow
Alexei Wiktorowitsch Badjukow (russisch Алексей Викторович Бадюков; * 20. April 1978 in Moskau, Russische SFSR) ist ein russischer Eishockeyspieler, der zuletzt bei Torpedo Nischni Nowgorod in der Kontinentalen Hockey-Liga unter Vertrag stand.

## Karriere
Alexei Badjukow begann seine Karriere als Eishockeyspieler in seiner Heimatstadt beim HK Dynamo Moskau, für den er in der Saison 1996/97 sein Debüt in der russischen Superliga gab, wobei er in seinem Rookiejahr in insgesamt drei Spielen zum Einsatz kam. Anschließend lief der Angreifer je ein Jahr lang für deren Ligarivalen Dinamo-Energija Jekaterinburg und Krylja Sowetow Moskau auf, ehe er von 2001 bis 2003 beim HK Awangard Omsk unter Vertrag stand. Von 2003 bis 2005 stand der Linksschütze je eine Spielzeit lang für Lokomotive Jaroslawl und Sewerstal Tscherepowez auf dem Eis, bevor er im Sommer 2005 von Ak Bars Kasan verpflichtet wurde, mit dem er in der Saison 2005/06 erstmals Russischer Meister wurde. In der folgenden Spielzeit zog er mit seiner Mannschaft erneut in das Finale der Superliga ein, jedoch unterlag die Mannschaft dem HK Metallurg Magnitogorsk. Zuvor gewann Badjukow auf europäischer Ebene mit Kasan den IIHF European Champions Cup, wobei im Finale HPK Hämeenlinna aus der finnischen SM-liiga mit 6:0 bezwungen wurde.
Im Sommer 2007 kehrte der Flügelspieler zum HK Dynamo Moskau zurück, bei dem er seine Karriere begonnen hatte. Die Hauptstädter verließ er während der Saison 2008/09, um wieder für Ak Bars Kasan zu spielen, mit dem er am Saisonende den Gagarin-Pokal gewann. In der Saison 2009/10 errang er ein weiteres Mal mit Ak Bars Kasan den Gagarin-Pokal.
Im August 2010 wurde Badjukow vom HK ZSKA Moskau für ein Jahr verpflichtet. Ende Januar 2011 kehrte Badjukow zum Ak Bars Kasan zurück. Im Juli 2011 erhielt der Stürmer erneut einen Kontrakt beim HK ZSKA Moskau und absolvierte in der Folge 58 KHL-Partien für den Armeesportklub, in denen er 19 Scorerpunkte erzielte. Im Sommer 2012 wechselte Badjukow zu Witjas Tschechow, für das er in 52 KHL-Partien 21 Scorerpunkte erzielte. Kurz vor dem Saisonstart 2013/14 wurde er erneut von Awangard Omsk verpflichtet, aber Ende November wieder freigestellt und anschließend von Torpedo Nischni Nowgorod verpflichtet.

## Erfolge und Auszeichnungen
- 2006 Russischer Meister mit Ak Bars Kasan
- 2007 IIHF-European-Champions-Cup-Gewinn mit Ak Bars Kasan
- 2007 Russischer Vizemeister mit Ak Bars Kasan
- 2009 Gagarin-Cup-Gewinn mit Ak Bars Kasan
- 2010 Gagarin-Cup-Gewinn mit Ak Bars Kasan

## Karrierestatistik
(Legende zur Spielerstatistik: Sp oder GP = absolvierte Spiele; T oder G = erzielte Tore; V oder A = erzielte Assists; Pkt oder Pts = erzielte Scorerpunkte; SM oder PIM = erhaltene Strafminuten; +/− = Plus/Minus-Bilanz; PP = erzielte Überzahltore; SH = erzielte Unterzahltore; GW = erzielte Siegtore; 1 Play-downs/Relegation; Kursiv: Statistik nicht vollständig)